# Trận Bautzen
Trận Bautzen là một trận đánh trong cuộc Chiến tranh Giải phóng Đức là một phần của cuộc Chiến tranh Liên minh thứ sáu trong các cuộc chiến tranh của Napoléon, diễn ra từ ngày 20 cho đến ngày 21 tháng 5 năm 1813. Trong trận chiến này, quân đội Đế chế Pháp do Hoàng đế Napoléon Bonaparte chỉ huy đã đánh lùi quân Liên minh Phổ - Nga do tướng Gebhard von Blücher của Phổ và tướng P. K. Wittgenstein của Nga chỉ huy. Tuy nhiên, quân đội Pháp đã bị đánh thiệt hại nặng và không thể bắt tù binh hay thu được một chiến lợi phẩm nào ngoại trừ một số khẩu pháo đã bị vô hiệu hóa và hư hại, do đó đây trở thành một chiến thắng kiểu Pyrros của Napoléon. Cùng với trận Lützen trước đó, chiến thắng Bautzen đã không thể loại đối thủ của ông ra khỏi vòng chiến. Trong khi trận đánh tại Bautzen thể hiện sự suy yếu của Đoàn quân vĩ đại (Grande Armée) của Napoléon cùng với khả năng chỉ đạo của ông, trận chiến cũng chứng tỏ tinh thần quyết đoán và dũng cảm của người Phổ và người Nga trong cuộc chiến đấu của mình.
Sau thất bại của họ trong trận Lützen vào đầu tháng 5 năm 1813, liên quân Nga - Phổ đã triệt thoái, trước khi vua Friedrich Wilhelm III của Phổ và Nga hoàng Aleksandr I ra lệnh cho họ dừng chân tại Bautzen. 96.000 quân đồng minh dưới quyền Blücher và Wittgenstein đã thành lập hệ thống phòng ngự vững chãi về hướng Đông sông Spree. Về phần mình, Napoléon đã đến Bautzen với 115.000 người. Theo kế hoạch của mình, Napoléon sẽ tiến công quân đội Nga dọc theo mặt trận sông Spree, trong khi quân tiếp viện Pháp dưới quyền Thống chế Michel Ney sẽ bọc hậu đối phương. Trận đánh đã khởi đầu vào buổi trưa ngày 20 tháng 5 năm 1813, khi Napoléon tập trung pháo binh vào chiến tuyến của trung quân đồng minh, đồng thời bắc cầu và cho quân qua sông Spree dưới làn đạn của đối phương. Dù có khi quân đồng minh đã giam chân được quân Pháp, quân Pháp đã chiếm giữ Bautzen và hai bên đều chỉnh đốn lại quân ngũ của mình trong khi đoàn quân của Ney đang kéo tới từ hướng Bắc. Ngày hôm sau, hai bên tiếp tục giao chiến. Napoléon đã đánh lùi được quân đội của Blücher nhưng sau đó cuộc tấn công của quân đội Pháp đã dừng lại. Ney đã đến chậm và không thể cắt đứt đường rút lui của quân Liên minh do đó quân đội Phổ và Nga, vốn hoàn toàn không bị bao vây tiêu diệt, đã có thể tiến hành triệt thoái. Một cơn dông đã chấm dứt trận chiến, và trong khi quân đội Liên minh đã rút lui dưới sự yểm trợ của kỵ binh, Napoléon không có kỵ binh để truy đuổi. Thiệt hại nặng nề của quân đội Napoléon trong trận thắng này đã lặp lại bản chất của chiến thắng Lützen của ông trước đó.
Ngoài ra, trong cả hai trận chiến này, Napoléon đều phải tung đội Cận vệ của mình vào chiến trận. Hoàng đế Pháp không những đã không thể giáng một đòn quyết định vào, mà tình hình lại càng trở nên tồi tệ cho ông khi hai bên cuộc đụng độ tại Reichenbach vào ngày 22 tháng 5 năm 1813 trong cuộc truy đuổi chậm chạp của Napoléon: "Đại Thống chế của Hoàng cung" của ông là Geraud Duroc đã tử thương, buộc ông phải ngừng giao tranh. Wittgenstein đã bị huyền chức sau trận đánh này. Nhưng, trận đánh này cũng thể hiện bản lĩnh của tướng Blücher - người đã tỏ thái độ xem nhẹ Napoléon. Và, sau hai thắng lợi khó nhọc của Napoléon tại Lützen và Bautzen, Đế quốc Áo đã nhảy vào tham chiến và một liên minh quân sự hùng mạnh đã được hình giữa các quốc gia châu Âu chống lại Napoléon.